# Харлампіївська церква (Кишинів)
Харлампіївська церква, або Церква Святого Мученика Харлампія (рум. Biserica Sfântul Mucenic Haralambie) — храм Кишинівської єпархії Російської православної церкви в місті Кишинів.

## Історія
Церква була побудована купцем Харлампієм у 1836 році і присвячена священномученикові Харлампію. У храмі є табличка з написом про закінчення будівництва у 1812 році, але вона відноситься до попередньої будівлі церкви. До початку XIX століття на цьому місці був цвинтар. У «Протоколах та журналах Бессарабської Вченої Архівної Комісії» з 23 серпня 1898 року до кінця 1899 року йдеться:
|  | Ще в першій чверті нинішнього століття (XIX) туристи відзначали сліди стародавнього цвинтаря біля нинішньої Свято-Харлампіївської церкви. І, ось, у перших числах березня цього 1899 року, у дворі будинку Крейза, неподалік рогу, утвореного Минківською та Харлампіївською вулицями (Мінківська вулиця, буд. № 4), знайдений надгробний камінь, що зовсім пішов у землю, з молдавським написом, що проголошує: «Аіче одихнеще роаба луй Думнезеу Смарагда соціє луй Щефан Полеітул л(ето) 1747», тобто. «Тут спочивала раба Божого Смарагда дружина Штефана Полеїта 1747». Завдяки сприянню колишнього Поліцмейстера князя Юрія Григоровича Кантакузіна, камінь відібрано до музею нашої Вченої Комісії. |

За часів радянської влади у будівлі розміщувався театр «Данко». 1993 року протоієрей Анатолій Пушкаш розпочав відновлення храму. 27 вересня 2001 року настоятелем Харлампіївської церкви був призначений протоієрей Михайло Гондю.

## Архітектура
Церква побудована у неокласичному стилі, за типовим для Російської імперії проектом. У плані має хрест. Купол храму розташований на широкому круглому барабані з арочними вікнами. Зовнішні стіни оздоблені пілястрами та іншими архітектурними елементами.